# Aubigny-lès-Sombernon
Aubigny-lès-Sombernon è un comune francese di 134 abitanti situato nel dipartimento della Côte-d'Or nella regione della Borgogna-Franca Contea.

## Società

### Evoluzione demografica
Abitanti censiti